# Hush (miss A)
Hush è il secondo album discografico del gruppo musicale sudcoreano miss A, pubblicato nel 2013 dall'etichetta discografica JYP Entertainment insieme a Universal Music e KMP Holdings.

## Descrizione
A ottobre del 2013, le miss A annunciarono che sarebbero tornate sulla scena musicale coreana il 6 novembre con un nuovo album, Hush. Il 29 ottobre, venne diffusa la prima immagine promozionale, mostrante il gruppo al completo. Seguirono le fotografie dei singoli membri: Min il 30, Suzy il 31, Jia il 1º novembre e Fei il 3 novembre. Sempre il 3 novembre, venne caricato, sul canale YouTube ufficiale, il teaser promozionale. Il giorno 4, Naver Music pubblicò in esclusiva l'ultima foto di gruppo, mentre il giorno dopo uscì un'immagine tratta dal videoclip.
L'album uscì il 6 novembre, e contiene tredici tracce, di cui sette inedite. La title track è composta da E-Tribe, e non da Park Jin-young come accaduto per le altre canzoni del gruppo. In poche ore, Hush raggiunse la vetta di classifiche musicali in tempo reale come Olleh Music, Genie, Mnet, Bugs, Naver Music, Daum Music e Soribada.

## Tracce
1. Come on Over (놀러와?) – 3:39 (Tiger Gold)
2. Hush (허쉬?) – 3:06 (E-Tribe)
3. Love Is U – 3:43 (Heuk Tae, Park Woo-sang)
4. Spotlight – 3:12 (Juhyo, Tommy Park)
5. Hide & Sick – 3:27 (Lee Woo-min "Collapsedone")
6. (Mama) I'm Good – 3:15 (Team One Sound)
7. Like U – 4:23 (testo: Noday – musica: Noday, Park Hye-soo)
8. Hush (Party Ver.) (허쉬?) – 3:51 (E-Tribe)
9. Touch – 3:57 (Park Jin-young)
10. Over U – 3:08 (testo: Kim Eun-soo, Ursula Yancy, Billion Dollar Baby – musica: Yoon Sung-ho, Noday)
11. Time's Up – 3:52 (Rphabet)
12. If I Were a Boy – 2:56 (testo: Kim Eun-soo – musica: Phil Thornalley, Hauge Mads Louis, Green Jonathan Ian)
13. I Don't Need a Man (남자 없이 잘 살아?) – 3:30 (Park Jin-young)

Traccia aggiuntiva della versione taiwanese
1. Hush (versione cinese) (허쉬?) – 3:06 (E-Tribe)

## Formazione
- Fei – voce
- Jia – rapper, voce
- Min – voce, rapper
- Suzy – voce, rapper

## Classifiche
| Classifica (2013) | Posizione massima |
| ----------------- | ----------------- |
| Corea del Sud     | 2                 |